# Liban na Letnich Igrzyskach Olimpijskich 2024
Liban na Letnich Igrzyskach Olimpijskich 2024 – występ kadry sportowców reprezentujących Liban na igrzyskach olimpijskich, które odbyły się w Paryżu we Francji, w dniach 26 lipca – 11 sierpnia 2024.
Reprezentacja Libanu liczyła dziewięcioro zawodników – cztery kobiet i pięciu mężczyzn, którzy wystąpili w 7 dyscyplinach.
Był to dziewiętnasty start Libanu na letnich igrzyskach olimpijskich.

## Reprezentanci

### Judo
| Zawodnik          | Konkurencja | 1/16             | 1/8              | Ćwierćfinał      | Półfinał         | Repasaże         | Finał / 3. miejsce | Finał / 3. miejsce | Źródła |
| Zawodnik          | Konkurencja | Przeciwnik Wynik | Przeciwnik Wynik | Przeciwnik Wynik | Przeciwnik Wynik | Przeciwnik Wynik | Przeciwnik Wynik   | Pozycja            | Źródła |
| ----------------- | ----------- | ---------------- | ---------------- | ---------------- | ---------------- | ---------------- | ------------------ | ------------------ | ------ |
| Caramnob Sagaipov | -90 kg (m)  | Iwanow P 0-1     | NQ               | NQ               | NQ               | NQ               | NQ                 | 17.                | [ 1 ]  |

### Lekkoatletyka
| Zawodnik         | Konkurencja       | Runda 1 | Runda 1 | Runda 2 | Runda 2 | Półfinał | Półfinał | Finał | Finał   | Źródło |
| Zawodnik         | Konkurencja       | Wynik   | Miejsce | Wynik   | Miejsce | Wynik    | Miejsce  | Wynik | Miejsce | Źródło |
| ---------------- | ----------------- | ------- | ------- | ------- | ------- | -------- | -------- | ----- | ------- | ------ |
| Noureddine Hadid | bieg na 100 m (m) | DNS     | DNS     | DNS     | DNS     | DNS      | DNS      | DNS   | DNS     | [ 2 ]  |

Noureddine Hadid, który miał być również chorążym reprezentacji Libanu, został aresztowany na lotnisku w Bejrucie 4 lipca 2024, za dezercję z libańskiej armii. Pomimo negocjacji podjętych przez Libański Związek Lekkoatletyczny, którego delegacja spotkała się w sprawie sprintera ze szefem sztabu Sił Zbrojnych Libanu Josephem Aounem, wojsko odmówiło wypuszczenia więźnia i pozwolenia Hadidowi na reprezentowanie kraju w zawodach międzynarodowych.

### Pływanie
| Zawodnik      | Konkurencja              | Eliminacje | Eliminacje | Półfinał | Półfinał | Finał | Finał | Źródło |
| Zawodnik      | Konkurencja              | Czas       | Poz.       | Czas     | Poz.     | Czas  | Poz.  | Źródło |
| ------------- | ------------------------ | ---------- | ---------- | -------- | -------- | ----- | ----- | ------ |
| Simon Doueihy | 100 m st. dowolnym (m)   | 50,10      | 42.        | NQ       | NQ       | NQ    | NQ    | [ 5 ]  |
| Lynn El Hajj  | 100 m st. klasycznym (k) | 1:10,27    | 31.        | NQ       | NQ       | NQ    | NQ    | [ 6 ]  |

### Strzelectwo
| Zawodnik   | Konkurencja | Kwalifikacje | Kwalifikacje | Półfinał | Półfinał | Finał | Finał   | Źródło |
| Zawodnik   | Konkurencja | Wynik        | Pozycja      | Wynik    | Pozycja  | Wynik | Pozycja | Źródło |
| ---------- | ----------- | ------------ | ------------ | -------- | -------- | ----- | ------- | ------ |
| Ray Bassil | trap (k)    | 114          | 21.          | NQ       | NQ       | NQ    | NQ      | [ 7 ]  |

### Szermierka
| Zawodnik       | Konkurencja              | 1/32             | 1/16             | 1/8              | Ćwierćfinały     | Półfinały        | Finał/o 3. miejsce | Finał/o 3. miejsce | Źródło |
| Zawodnik       | Konkurencja              | Przeciwnik Wynik | Przeciwnik Wynik | Przeciwnik Wynik | Przeciwnik Wynik | Przeciwnik Wynik | Przeciwnik Wynik   | Pozycja            | Źródło |
| -------------- | ------------------------ | ---------------- | ---------------- | ---------------- | ---------------- | ---------------- | ------------------ | ------------------ | ------ |
| Philippe Wakim | floret indywidualnie (m) | Chen P 13-15     | NQ               | NQ               | NQ               | NQ               | NQ                 | 37.                | [ 8 ]  |

### Taekwondo
| Zawodnik      | Konkurencja | 1/8 finału       | Ćwierćfinał      | Półfinał         | Repesaż          | 3.miejsce        | 3.miejsce | Źródło |
| Zawodnik      | Konkurencja | Przeciwnik Wynik | Przeciwnik Wynik | Przeciwnik Wynik | Przeciwnik Wynik | Przeciwnik Wynik | Pozycja   | Źródło |
| ------------- | ----------- | ---------------- | ---------------- | ---------------- | ---------------- | ---------------- | --------- | ------ |
| Laetitia Aoun | -57 kg (k)  | Chia-ling W 2-0  | Reljikj W 2-0    | Kiani P 0-2      | —                | Park P 0-2       | 5.        | [ 9 ]  |

### Tenis stołowy
| Zawodnik         | Konkurencja | Eliminacje       | Runda 1          | Runda 2          | Runda 3          | 1/8 finału       | Ćwierćfinały     | Półfinały        | Finał            | Finał   | Źródło |
| Zawodnik         | Konkurencja | Przeciwnik Wynik | Przeciwnik Wynik | Przeciwnik Wynik | Przeciwnik Wynik | Przeciwnik Wynik | Przeciwnik Wynik | Przeciwnik Wynik | Przeciwnik Wynik | Pozycja | Źródło |
| ---------------- | ----------- | ---------------- | ---------------- | ---------------- | ---------------- | ---------------- | ---------------- | ---------------- | ---------------- | ------- | ------ |
| Mariana Sahakian | singel (k)  | Zeng W 4-1       | Zhang P 0-4      | NQ               | NQ               | NQ               | NQ               | NQ               | NQ               | 33.     | [ 10 ] |

### Tenis ziemny
| Zawodnik                    | Konkurencja | Pierwsza runda               | Druga runda               | Trzecia runda    | Ćwierćfinały     | Półfinały        | Finał            | Finał   | Źródło        |
| Zawodnik                    | Konkurencja | Przeciwnik Wynik             | Przeciwnik Wynik          | Przeciwnik Wynik | Przeciwnik Wynik | Przeciwnik Wynik | Przeciwnik Wynik | Pozycja | Źródło        |
| --------------------------- | ----------- | ---------------------------- | ------------------------- | ---------------- | ---------------- | ---------------- | ---------------- | ------- | ------------- |
| Hady Habib                  | singiel (m) | Alcaraz P 0-2 (3:6, 6:1)     | NQ                        | NQ               | NQ               | NQ               | NQ               | 33.     | [ 11 ]        |
| Benjamin Hassan             | singiel (m) | Eubanks W 2-0 (6:4, 6:2)     | Báez P 1-2 (2:6, 6:3,6:7) | NQ               | NQ               | NQ               | NQ               | 17.     | [ 12 ]        |
| Hady Habib, Benjamin Hassan | debel (m)   | Ebden Peers P 0-2 (6:7, 2:6) | NQ                        | NQ               | NQ               | NQ               | NQ               | 17.     | [ 11 ] [ 12 ] |